# Vacquiers
Vacquiers település Franciaországban, Haute-Garonne megyében. Lakosainak száma 1440 fő (2022. január 1.). Vacquiers Villematier, Gargas, La Magdelaine-sur-Tarn, Montjoire, Villariès és Villeneuve-lès-Bouloc községekkel határos.

## Népesség
A település népessége az elmúlt években az alábbi módon változott:
| Lakosok száma | 475  | 736  | 916  | 1231 | 1339 | 1335 | 1307 | 1339 | 1334 | 1440 |
|               | 1968 | 1982 | 1990 | 2006 | 2013 | 2015 | 2017 | 2019 | 2020 | 2022 |